# Exochostoma nitidum
Exochostoma nitidum är en tvåvingeart som beskrevs av Macquart 1842. Exochostoma nitidum ingår i släktet Exochostoma och familjen vapenflugor.
Artens utbredningsområde är Frankrike. Inga underarter finns listade i Catalogue of Life.